# OpenMediaVault
OpenMediaVault (OMV) è una distribuzione linux gratuita progettata per l'utilizzo come network-attached storage (NAS). Lo sviluppatore principale del progetto è Volker Theile, il quale lo ha istituito nel 2009. OMV si basa sul sistema operativo Debian ed è concesso in licenza tramite la GNU General Public License v3.

## Storia
Verso la fine del 2009, Volker Theile era l'unico sviluppatore attivo di FreeNAS, un sistema operativo per NAS che Olivier Cochard-Labbè iniziò a sviluppare da m0n0wall nel 2005. m0n0wall è una variazione del sistema operativo FreeBSD e Theile decise di voler riscrivere FreeNAS per Linux. Il team del progetto sapeva da mesi che FreeNAS aveva bisogno di una riscrittura importante per poter supportare funzionalità cruciali. Poiché Cochard-Labbè preferì rimanere su un sistema basato su FreeBSD, lui e Theile concordarono che Theile avrebbe sviluppato la sua versione basata su linux con un nome differente; inizialmente quel nome fu coreNAS ma nel giro di pochi giorni Theile lo scartò a favore di OpenMediaVault.
Nel frattempo FreeNAS aveva ancora necessità di essere riscritto e mantenuto. A tale scopo Cochard-Labbè consegnò lo sviluppo a iXsystems, un'azienda americana sviluppatrice del sistema operativo TrueOS.

## Design tecnico
Theile scelse Debian perché il gran numero di programmi nel suo sistema di gestione dei pacchetti, gli permise di non dover perdere tempo a compiere repack di software. OpenMediaVault apporta poche modifiche al sistema operativo Debian: fornisce un'interfaccia utente basata sul web per l'amministrazione e la personalizzazione e un'API plugin per implementare nuove funzionalità. I plugin possono essere installati tramite l'interfaccia Web

### Funzionalità
- Interfaccia grafica basata sul web multilingue
- Protocolli: CIFS (tramite Samba), FTP, NFS (versioni 3 e 4), SSH, rsync, iSCSI, AFP e TFTP
- RAID Software (livelli 0,1,4,5,6,10 e JBOD)
- Monitoraggio: Syslog, Watchdog, S.M.A.R.T., SNMP (versioni 1, 2c e 3)  (sola lettura)
- Report statistici tramite e-mail
- Grafici statistici per il carico CPU, ratei di trasferimento LAN, utilizzo dell'hard disk e allocazione della ram
- Partizionamento GPT/EFI maggiore di 2TB possibile
- File system: ext2, ext3, ext4, Btrfs, XFS, NTFS, FAT32
- Quota
- Gestione di utenti e gruppi
- Controllo degli accessi tramite ACL
- Link Aggregation Bonding, Wake On Lan
- Sistema Plugin

### Plugin
- ClamAV - Software antivirus
- Digital Audio Access Protocol – fornisce file audio in una rete locale (anche per iTunes)
- SAN and iSCSI – archivi di dati di accesso a blocchi tramite rete
- Sabnzbd, un lettore NNTP progettato per il recupero automatico di file binari
- Lightweight Directory Access Protocol – richiesta di informazioni e di cambiamenti di un servizio di directory
- Logical Volume Manager - offre la possibilità di creare e amministrare partizioni dinamiche
- Netatalk – Server di file, di tempo e di stampa per Apple Macintosh
- Plug-in per supportare l'utilizzo di un gruppo di continuità
- Facili modifiche alle tabelle di routing
- Plug-in, che permette la creazione di backup automatici ad hard disk USB esterni
- Server e client web Plex
- Transmission (client torrent)
- OwnCloud – una suite di software client-server per la creazione di servizi di file hosting
- e molti altri

### Plugin addizionali
Plugin addizionali sono disponibili tramite repositories addizionali di pacchetti. La maggior parte di questi Plugin sono sviluppati da un gruppo chiamato OpenMediaVault Plugin Developers. Lo stato di tutti i plugin può essere visionato online tramite il sito ufficiale o su GitHub. In ottobre 2014 erano presenti 30 plugin. In giugno 2015 erano disponibili più di 70 plugin stabili e nel 2022 sono presenti circa 100 plugin per le diverse piattaforme.

### Plugin di terze parti
Alcuni dei software controllabili tramite plugin di terze parti sono:
- Aufs, Greyhole, Union mount, e SnapRAID
- Transmission, un client BitTorrent
- Resilio Sync
- Calibre, e-book manager
- CUPS, print server
- eXtplorer, Web-based file manager
- pyLoad / JDownloader, download manager
- MySQL / MariaDB, database server
- Nginx, Webserver
- OpenVPN, virtual private network
- Plex, media server
- Syslinux, Preboot Execution Environment
- Roundcube, client per mail basato sul web
- Clonezilla / rsnapshot / SystemRescueCD, backup
- Sickbeard / SABnzdb / Headphones / Couch Potato, Usenet download manager
- Subsonic, streamer di media e jukebox basato sul web
- Video Disk Recorder
- VirtualBox, host per macchine virtuali
- WordPress, software per blog
- ZFS, un file system avanzato
- e molti altri

### Requisiti minimi di sistema
- Qualsiasi architettura/hardware che sia supportata da Debian
- 1 GB RAM
- 4 GB Disco rigido, disco a stato solido o chiave USB con supporto a static wear levelling per il sistema operativo
- Un disco rigido, disco a stato solido oppure una chiave USB per salvare i dati dell'utente

## Storico delle release
Ad ogni release di OpenMediaVault, Theile sceglie un nome in codice tratto dai romanzi del ciclo di Dune di Frank Herbert
| Versione                                                                                                  | Nome         | Data di rilascio | Data terminazione supporto | Base      | Note |
| --- | ------------ | ---------------- | -------------------------- | --------- | --- |
| 0.2 | Ix           | 2011-10-17       |                            | Debian 6  | Prende il nome dal pianeta Ix. |
| 0.3 | Omnius       | 2012-04-18       | 2012-12-30                 | Debian 6  | Introdotta interfaccia web multilingue e prompt grafico per l'amministrazione dei diritti degli utenti tramite Access Control List. La relase venne chiamata Omnius, una rete informatica senziente nella trilogia di Legends of Dune.                          |
| 0.4 | Fedaykin     | 2012-09-21       | 2013-12-09                 | Debian 6  | Prende il nome dai commando Fedaykin del popolo Fremen |
| 0.5 | Sardaukar    | 2013-08-25       |                            | Debian 6  | L'API viene rivista e rende i plugin v0.4 incompatibili |
| 1.0 | Kralizec     | 2014-09-15       | 2015-12-26                 | Debian 7  | Migliora il supporto per i sistemi meno potenti; aggiunge una dashboard con supporto per i widget; infrastruttura migliorata per i plugin. Questa versione prende il nome da Kralizec, una battaglia il quale avvenimento fu predetto per la fine dell'universo |
| 2.0 | Stone burner | 2015-06-29       | 2017-12-06                 | Debian 7  | Sencha ExtJS 5.1.1 Framework per la WebGUI; la GUI è stata rivista e ora supporta la configurazione di WiFi, VLAN e altro. Questa relase prende il nome di stone burner, un'arma nucleare posseduta dalla Casa Atreides.                                        |
| 3.0 | Erasmus      | 2017-06-13       | 2018-07-09                 | Debian 8  | Prende il nome dal robot Erasmus. |
| 4.0 | Arrakis      | 2018-05-08       | 2020-06-30                 | Debian 9  | Prende il nome dal pianeta Dune. |
| 5.0 | Usul         | 2020-03-30       | 2022-06-30                 | Debian 10 | Prende nome dal nome segreto di Paul Atreides (Usul) in Dune. |
| 6.0 | Shaitan      | 2022-05-04       |                            | Debian 11 | Nuova WebGUI totalmente rivista in chiave moderna e riscritta da zero; Alcuni nuovi plugin basati su container. Questa release prende il nome da Shaitan della saga Dune.                                                                                       |
| 7.0 | Sandworm     | 2024-03-03       |                            | Debian 12 | Questa release prende il nome da Sandworm della saga Dune. |
| Legenda: Vecchia versione Versione precedente ancora supportata Versione stabile corrente Versione futura |              |                  |                            |           | |

Di seguito il Changelog completo di OpenMediaVault.